# (34869) 2001 TD170
2001 TD170 (asteroide 34869) é um asteroide da cintura principal. Possui uma excentricidade de 0.20550910 e uma inclinação de 8.78506º.
Este asteroide foi descoberto no dia 15 de outubro de 2001 por LINEAR em Socorro.